# Steinkreuz bei der Autobahnraststätte Feucht West

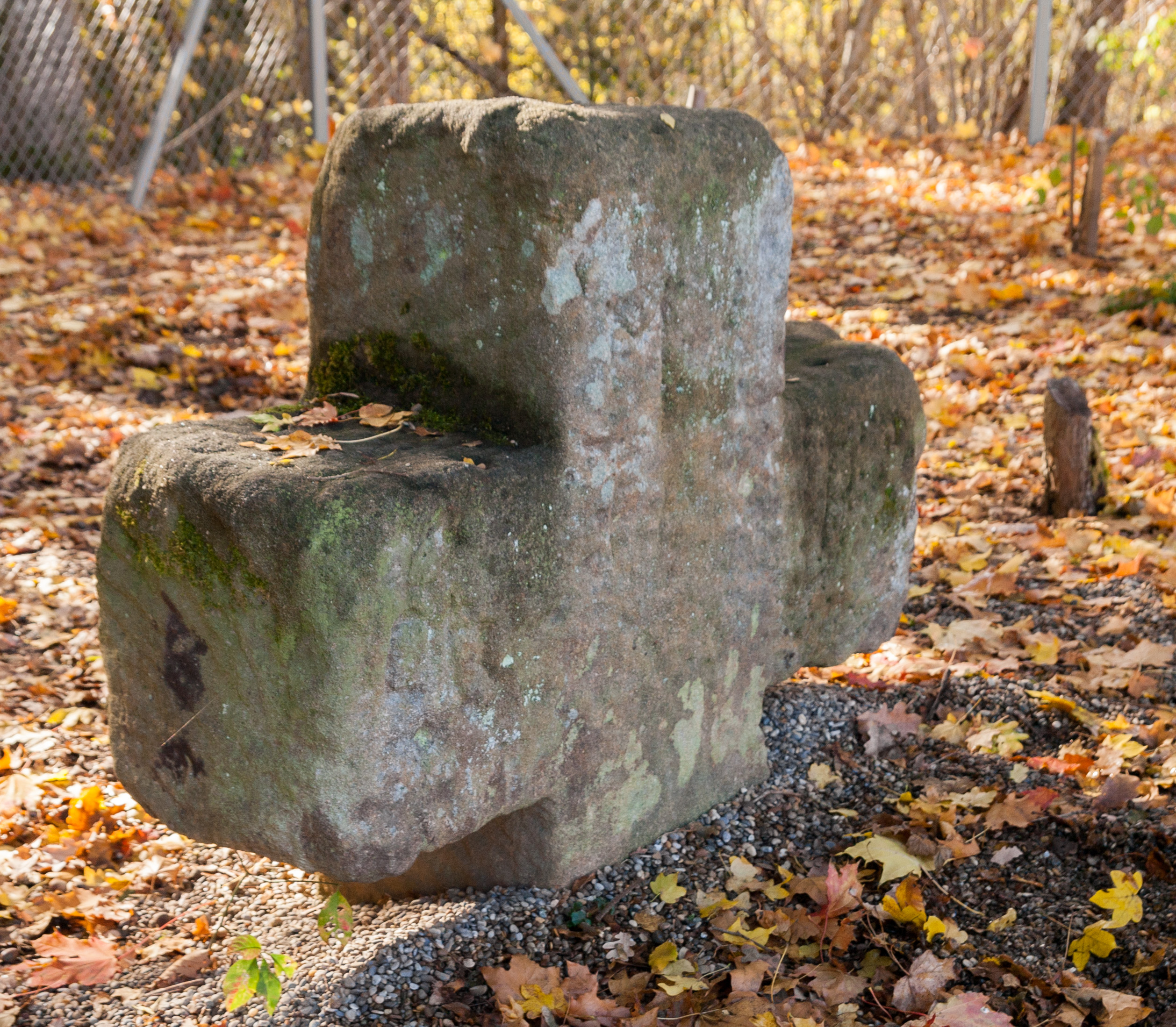
Steinkreuz bei der Autobahnraststätte Feucht

Das Steinkreuz bei der Autobahnraststätte Feucht West ist ein historisches Flurdenkmal an der Autobahnraststätte „Nürnberg-Feucht-West“ der A9, Fahrtrichtung München. Es befindet sich auf dem Gemeindegebiet der mittelfränkischen Gemeinde Schwarzenbruck im Landkreis Nürnberger Land in Bayern.

## Lage

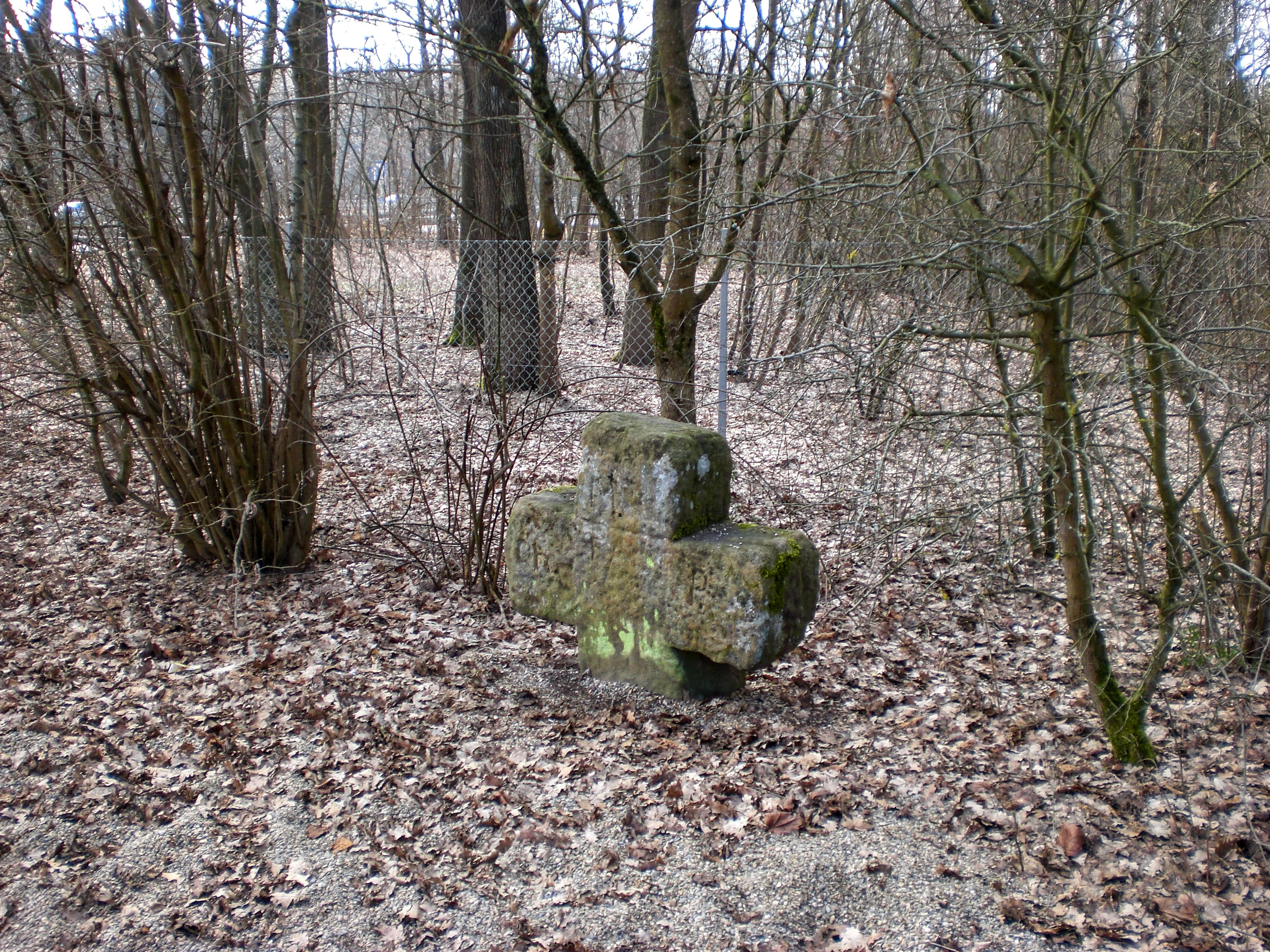
Sicht auf den Standort

Das Kleindenkmal steht am südlichen Rand der Autobahnraststätte Nürnberg-Feucht-West, neben einem zu einem Schnellrestaurant gehörenden Kinderspielplatz. 

## Beschreibung

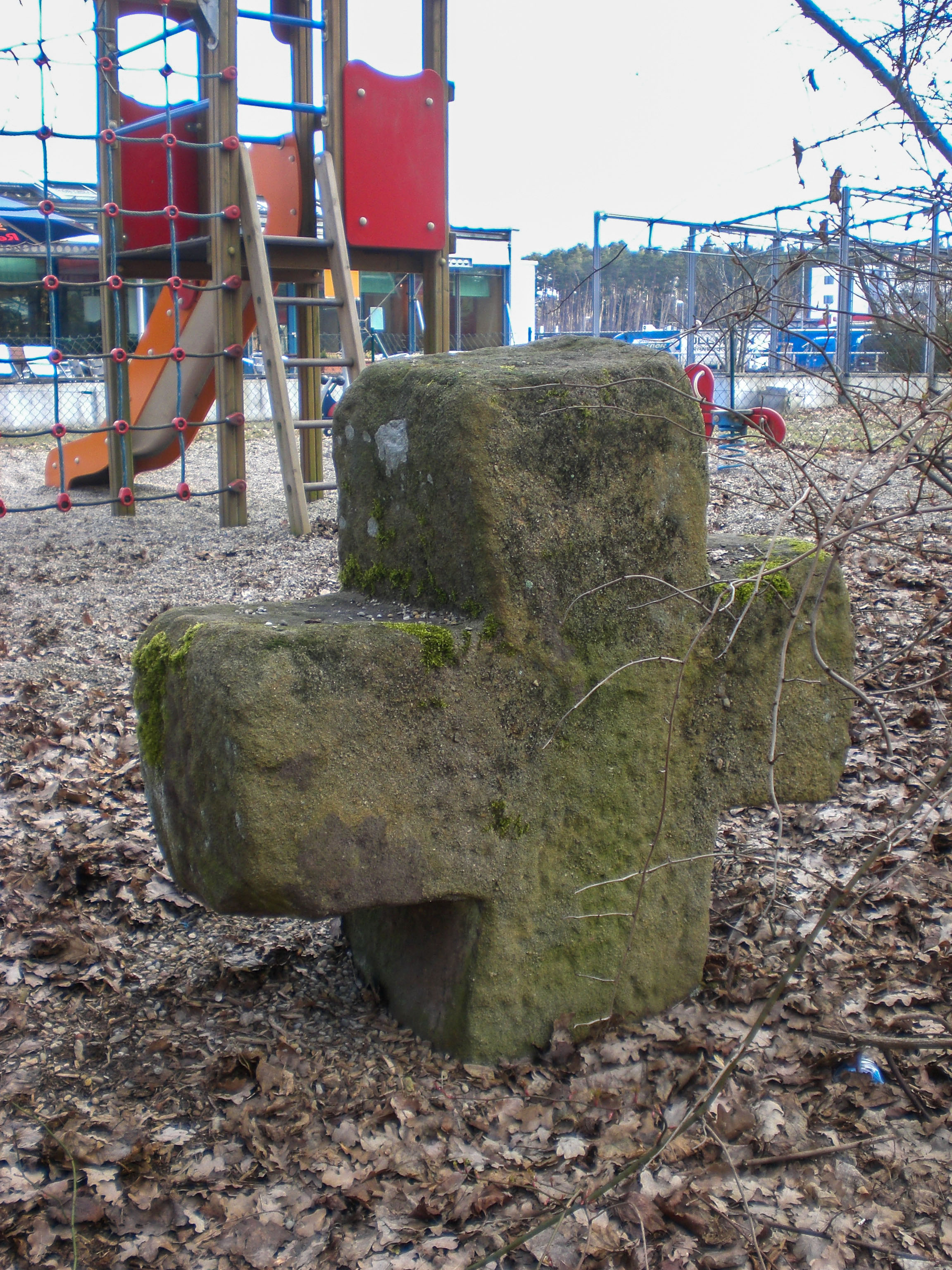
Rückseite

Das sehr wuchtig wirkende Steinkreuz in griechischer Form besteht aus Sandstein, hat geringe  Verwitterungsspuren und die Abmessungen 80 × 100 × 35 cm. An der nach Süden gewandten Seite ist ein achsensymmetrisches Kreuz eingeritzt, auf der nördlichen Seite einige schwer lesbare Zeichen und Buchstaben. Es weist einige Bearbeitungsspuren auf. Dem guten Zustand nach zu urteilen, wurde es wohl restauriert. Bei der Umplanung und dem Bau der Raststätte wurde es versetzt. Ursprünglich stand das Kreuz nahe Nerreth, einem Ortsteil der Marktgemeinde Wendelstein im Landkreis Roth, nördlich eines Weges von Röthenbach bei St. Wolfgang nach Pyrbaum in der Flur Grünängerlein. (49° 21′ 0,5″ N, 11° 12′ 7,92″ O)

## Geschichte
Bei dem Steinkreuz handelt es sich wohl um ein Unfallkreuz oder Sühnekreuz. Über den genauen Zeitpunkt, Grund der Aufstellung und Sagen zu diesem Kreuz ist nichts bekannt.